# Suberites maculans
Suberites maculans är en svampdjursart som först beskrevs av Johnston 1842.  Suberites maculans ingår i släktet Suberites och familjen Suberitidae. Inga underarter finns listade i Catalogue of Life.